# Viola Amherd
Viola Amherd (ur. 6 czerwca 1962 w Brig-Glis) – szwajcarska polityk. Członek Szwajcarskiej Rady Federalnej od 1 stycznia 2019 do 31 marca 2025, prezydent Szwajcarii w 2024.

## Kariera polityczna
W latach 1992–1996 radna rodzinnego miasta Brig-Glis, w latach 1996–2000 zastępca a od 2000 do 2012 prezydent miasta. W latach 2005–2018 reprezentowała kanton Valais w Zgromadzeniu Federalnym.
5 grudnia 2018 wybrana do Szwajcarskiej Rady Związkowej w miejsce Doris Leuthard. Urzędowanie rozpoczęła 1 stycznia 2019. Stoi na czele Federalnego Departamentu Obrony, Ochrony Ludności i Sportu.
7 grudnia 2022 w wyniku wyboru Alaina Berseta na prezydenta Szwajcarii na 2023, została wybrana na urząd wiceprezydenta.
13 grudnia 2023 została wybrana na urząd prezydenta Szwajcarii, który objęła 1 stycznia 2024. Jej kandydaturę poparło 158 spośród 204 deputowanych.
15 stycznia 2025 ogłosiła rezygnację z członkostwa w Radzie Federalnej, z dniem 31 marca. Jej następcą został Martin Pfister.